# Charles Antoine Mansord
Charles Antoine Mansord, né le 14 juin 1756 à Chambéry et mort le 10 janvier 1832 à Chambéry, est un jurisconsulte et un homme politique français du Premier Empire.

## Biographie

### Origines et formation
Charles Antoine Mansord naît le 14 juin 1756 à Chambéry, selon le registre des baptêmes, conservé aux Archives départementales de la Savoie,, capitale historique du duché de Savoie.
Les historiens donnaient Villard-sur-Doron, dans le Beaufortain,,, Jules Philippe, dans son Manuel biographique de la Haute-Savoie et de la Savoie (1883), précisant « On doit supposer, jusqu'à plus exact renseignement, qu'il est né dans cette commune en 1756, qui est bien l'année de sa naissance. [...] On trouve sur les registres de baptême [...] un Mansord né en 1756, mais il porte le seul prénom de Joseph ; il est possible, étant donné les erreurs fréquentes observées sur les registres de cette époque, qu'on ait omis les prénoms de Charles-Antoine ».
Il fait des études de droit.

### Carrière politique
Il devient avocat au barreau de Chambéry en 1780, puis membre du Sénat de Savoie, au moment où le duché de Savoie est annexé à la France en 1792.
Il est conseiller de la ville de Chambéry en 1787 puis syndic-avocat en 1791. Il est second syndic pour la ville de Chambéry, en 1792. Francophile, c'est lui qui remet les clefs de la ville, le 24 septembre 1792, au général Montesquiou et aux troupes révolutionnaires françaises. Il déclare à cette occasion « Nous ne sommes pas un peuple conquis, mais un peuple libéré »,.
Il est nommé rapidement maire de Chambéry, mandant qu'il occupe de 1792 à 1795,. Il est élu député, pour le département du Mont-Blanc, au Conseil des Cinq-Cents,. Il y siège du 14 avril 1798 au 26 décembre 1799,, chez les Modérés. Il s'oppose notamment à la division de la Savoie en deux départements, s'opposant ainsi à la création du département du Léman. Il est favorable à la création d'une école centrale à Chambéry. Il est par ailleurs contre la restitution des biens aux émigrés ou encore contre le partage des biens communaux.
Il est un partisan favorable du coup d'État du 18 Brumaire. Il est choisi par le Sénat conservateur pour siéger comme député du Mont-Blanc, au Corps législatif, du 25 décembre 1799 au 1er juillet 1803,.
Il revient à Chambéry où il défend notamment les pauvres,. En 1808, il est nommé juge à la cour criminelle du Mont-blanc,. Lorsque le duché de Savoie est rendue au royaume de Sardaigne, il perd ses fonctions et redevient avocat au Sénat de Savoie,.
Il rédige plusieurs traités de droit, dont un Traité du droit d'aubaine et des étrangers en Savoie (1819).
Charles Antoine Mansord meurt le 10 janvier 1832. Là encore les lieux différents d'après les références, entre Chambéry, d'après le registre des sépultures, conservé aux Archives départementales de la Savoie, tandis que certains historiens, dont Garin, ont pu donner Cruet.